# Vall dels Mocheni

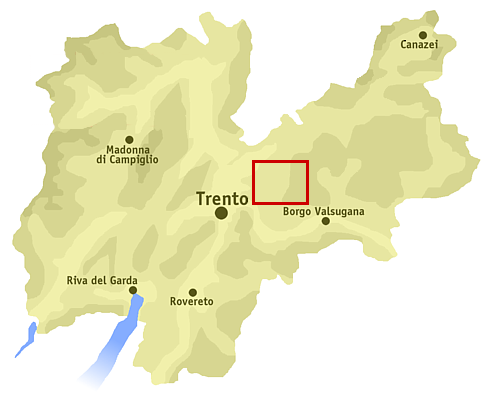
Situació de la vall dels Mòcheni

La Vall dels Mòcheni (en mòcheni Bersntol, en alemany Fersental), també coneguda com a Vall del Fèrsina, és un vall de la província de Trento travessada pel torrent Fersina, des del seu naixement fins a Pergine Valsugana.
L'àrea és coneguda per la presència d'una illa lingüistica germanòfona d'origen medieval, la dels mòcheni.
La vall dels Mocheni comprèn els municipis de Fierozzo (Gamoà Va Vlarotz), Frassilongo (Garait), Palù del Fersina (Palae en Bersntol) i Sant'Orsola Terme (de parla italiana, com tot el vessant occidental de la vall).
La vall està envoltada per les muntanyes verges del sector occidental del grup del Lagorai i és rica en pastures i boscos, en particular làrix i avet roig.
La seva economia és essencialment agrícola: és molt reconegut el conreu de fruites del bosc.